# João Rezek
João Jorge Rezek (Araçatuba, 18 de fevereiro de 1930 — Araçatuba, 26 de janeiro de 2003) foi um político brasileiro. Foi deputado federal constituinte, participando da criação da Constituição de 1988.

## Carreira
Agricultor e pecuarista, iniciou sua carreira política ao se filiar à União Democrática Nacional em 1960. Foi filiado à UDN até 1965, quando abandonou a política partidária.
Em 1971 iniciou o curso de direito pela Faculdade Toledo de Ensino em Araçatuba, formando-se em 1975. Apesar da formação universitária, permaneceu atuando como agricultor e pecuarista e em 1980 foi o fundador da usina Alcoazul na cidade de Araçatuba. Fundou também a Associação dos Fornecedores de Cana da Alta Noroeste (Afcana) e foi Vice-Presidente da Associação dos Empregados no Comércio.
Em 1982, filiou-se ao Movimento Democrático Brasileiro e candidatou-se à prefeito de Araçatuba terminando o pleito em quarto lugar com 10.123 votos (17,57% dos votos válidos). Em 1986, candidatou-se a deputado federal constituinte. Foi o mais votado na cidade de Araçatuba com 24.278 votos (32,22% dos votos válidos), estando assim à frente de nomes conhecidos como Ulysses Guimarães, Guilherme Afif, Luiz Inácio Lula da Silva e José Serra. Foi eleito com 47.418 votos em todo o estado de São Paulo (0,31% dos votos válidos), sendo o 43º candidato mais votado e recebendo mais votos que nomes como José Genoíno e Eduardo Jorge.

## Atuação na Constituinte
Tomou posse na Assembleia Nacional Constituinte no dia 1º fevereiro de 1987. Em Brasília, foi membro titular da Subcomissão dos Direitos Políticos, dos Direitos Coletivos e Garantias, da Comissão da Soberania e dos Direitos e Garantias do Homem e da Mulher. Como suplente, integrou a Subcomissão da Política Agrícola e Fundiária e da Reforma Agrária, da Comissão da Ordem Econômica.
Enquanto deputado, votou contra a estabilidade no emprego, a jornada de trabalho de 40 horas por semana, a limitação dos juros em 12% reais ao ano e o voto aos 16 anos. Por outro lado, foi favorável à manutenção da unicidade sindical, os cinco anos de mandato para o presidente José Sarney e à instituição da pena de morte. Era a favor, também, do sistema de governo presidencialista. Depois de promulgada a nova Carta Constitucional, em 5 de outubro de 1988, voltou a cuidar dos processos legislativos ordinários na Câmara dos Deputados. 
Em 1988, candidatou-se pela última vez à prefeito de Araçatuba sendo o menos votado e terminando o pleito em quarto lugar com 7.414 votos (9,65% dos votos válidos). Candidatou-se à reeleição ao cargo de deputado federal em 1990. Foi o terceiro candidato mais votado na cidade de Araçatuba com 2.313 votos (2,77% dos votos válidos), mas não conseguiu a reeleição. Deixou a legislatura em 31 de janeiro de 1991.

## Últimos anos de vida pública
Não voltou a se eleger para outros cargos públicos. Atuou como juiz de paz em Araçatuba e como titular do diretório do PMDB na cidade de Araçatuba. Em 2000, esteve no centro de um escândalo envolvendo o vereador Sidney Cinti (PMDB) em Araçatuba. Rezek afirmou ter feito um acordo junto do publicitário Flávio Abou Nasser  para pagar R$ 180 mil à Cinti para que ele não se candidatasse a nenhum cargo eletivo nas eleições de 2000. Nasser e Rezek, sentindo-se traídos por Sidney, que se candidatou à Câmara de Araçatuba, foram à Justiça para reverter o pagamento dos cheques.